# 鈴木行男
鈴木 行男（すずき ゆきお、1908年9月18日 - 1971年6月6日）は、日本の政治家。元山形県上山市長（2期）。

## 来歴
山形県南村山郡西郷村阿弥陀地（現上山市）出身。
山形師範学校（現在の山形大学教育学部）卒業。卒業後は小学校教員として勤務。
蔵王林間学校長、西郷村村長2期などを歴任。
1955年(昭和30年)4月23日に山形県議会議員に初当選。1958年8月23日に上山市長選出馬のため辞職。
1958年9月に上山市長選に出馬し、松本長兵衛と一騎打ちとなるも、落選。（鈴木行男9,774票、松本長兵衛12,441票）
1959年4月23日に山形県議会議員に再選。1961年に選挙法違反のため失格。
1966年8月30日に上山市長選挙に再出馬し、元山形県議会議員であった菅沼儀平との一騎打ちを制して同年9月初当選。（鈴木行男12,087票、菅沼儀平9,996票）
1970年9月の市長選では、元市議会議員で日本共産党の小池九四郎との一騎打ちを制して2選。（鈴木行男15,007票、小池久四郎7,506票）
市長在任中の1971年4月30日体調が悪化、同年6月6日、肝硬変により死去した。
1971年6月15日、上山市市民会館において市葬が執り行われた。

## 政策
西郷村村長の頃、ブドウ栽培を奨励し、全国にただ１か所のブドウ主産地形成の指定をうける母体をつくった。
小中学校給食の実施、ステーション方式によるごみ収集の実施、市民勤労青年ホームおよび市民会館の開館を推進するなど治績を残した。
性格は質実剛健。努力すれば通ずるの信念をもって、物事の解決には身をもって当たる行動性に富み、また相談をうければ責任をもって心配してやる人情豊かな人物と評される。